# Гаррі Бомонт
Гаррі Бомонт (англ. Harry Beaumont; 10 лютого 1888 — 22 грудня 1966) — американський режисер, актор і сценарист. Він працював на різних кінокомпаніях, включаючи Fox, Goldwyn, Metro, Warner Brothers і Metro-Goldwyn-Mayer.

## Кар'єра
Найбільшого успіху Бомонт досяг в епоху німого кіно, коли він працював над фільмами Красунчик Браммел (1924) з Джоном Беррімором в головній ролі і Наші танцюючі дочки (1928), за участю Джоан Кроуфорд. В 1929 році він створив перший звуковий мюзикл MGM Бродвейська мелодія. За цей фільм він був номінований на премію «Оскар» за найкращу режисуру.

## Особисте життя
Бомонт був одружений з акторкоб Гейзел Дейлі. У 1922 році народилися близнючки Анна і Джеральдін.

## Смерть
22 грудня 1966 року Бомонт помер у лікарні Святого Іоанна в Санта-Моніці, штат Каліфорнія. Він був похований на кладовищі Форест-Лаун, Глендейл.

## Вибрана фільмографія
- Малюк Скіннера / Skinner's Baby (1917)
- Головна вулиця / Main Street (1923)
- Золотошукачі / The Gold Diggers (1923)
- Красунчик Браммел / Beau Brummel (1924)
- Коханець Камілли / The Lover of Camille (1924)
- Заборонені години / Forbidden Hours (1928)
- Наші танцюючі дочки / Our Dancing Daughters (1928)
- Самотній чоловік / A Single Man (1929)
- Бродвейська мелодія / The Broadway Melody (1929)
- Наші сором'язливі наречені / Our Blushing Brides (1930)
- Задоволені діти / Children of Pleasure (1930)
- Ці три французькі дівчини / Those Three French Girls (1930)
- Танцюйте, дурні, танцюйте / Dance, Fools, Dance (1931)
- Усміхнені грішники / Laughing Sinners (1931)
- Ненадійний / Faithless (1932)
- Коли дами зустрічаються / When Ladies Meet (1933)